# Jenny Byrne
Jenny Margaret Byrne (ur. 25 lutego 1967 w Perth) – australijska tenisistka, olimpijka z Barcelony (1992).
Zwyciężczyni juniorskiego Australian Open 1985 w grze pojedynczej i podwójnej. W karierze wygrała dwa tytuły deblowe. W 1989 roku sklasyfikowana na 45. miejscu na światowej liście tenisistek WTA. Wielokrotnie osiągała 3 rundę turniejów wielkoszlemowych. Po raz pierwszy miało to miejsce w jej debiucie, w Australian Open 1984, a po raz ostatni w US Open 1993. W 1988 roku zajmowała 27. miejsce w klasyfikacji deblistek. Grała pojedynki z tenisowymi gwiazdami, m.in. z Chris Evert (jedyne spotkanie na Wimbledonie 1985 przegrała w dwóch setach). Regularnie przegrywała z Arantxą Sánchez Vicario i Gabrielą Sabatini.

## Finały juniorskich turniejów wielkoszlemowych

### Gra pojedyncza (1–1)
| Końcowy wynik | Rok  | Turniej         | Nawierzchnia | Przeciwniczka   | Wynik finału |
| Zwyciężczyni  | 1985 | Australian Open | Twarda       | Louise Field    | 6:1, 6:3     |
| Finalistka    | 1985 | Wimbledon       | Trawiasta    | Andrea Holíková | 5:7, 1:6     |

### Gra podwójna (1–0)
| Końcowy wynik | Rok  | Turniej         | Nawierzchnia | Partnerka       | Przeciwniczki             | Wynik finału |
| Zwyciężczyni  | 1985 | Australian Open | Twarda       | Janine Thompson | Sally McCann Alison Scott | 6:0, 6:3     |